# Иза Миранда
Иза Миранда (на италиански: Isa Miranda) е италианска актриса.
Миранда е омъжена за италианския режисьор и продуцент Алфредо Гуарини до смъртта си през 1982 г.

## Биография
Инес Изабела Сампиетро е родена в Милано, Кралство Италия през 1905 г.
Следва в "Академия деи Филодраматичи" („Accademia dei Filodrammatici“ - Висше училище по драматично изкуство) в Милано, изявявайки се и на театралната сцена. Междувременно работи като машинописка. Променя името си на Иза Миранда.
Лансира се в киното с филма на Макс Офюлс "Господарка на всички" - „La Signora di tutti“ (1934), в който играе Габи Дорио, известна филмова звезда и авантюристка. Това води до няколко нови филмови предложения, сред които и от холивудската филмова компания Paramount Pictures, с която сключва договор. В Америка става известна като „италианската Марлене Дитрих“ и изиграва няколко роли на фатална жена във филми като „Хотел „Империал““ (1939) и „Приключение с диаманти“ (1940).
Тя се завръща в Италия скоро след избухването на Втората световна война и продължава да играе на сцената и да прави филми.
През 1949 г. участва в „Стените на Малапага“ на Рене Клеман, спечелил награда Оскар за най-добър чуждоезичен филм (1950) и „Златна палма“ на филмовия фестивал в Кан. Друг успех от този период е филмът от 1950 г. „Хоровод“ (La Ronde), също режисиран от Макс Офюлс, по мотиви от едноименната пиеса на Артур Шницлер, известна и като "Карусел" (Въртлежка).
Посещава и Франция, Германия и Великобритания, където често се появява в телевизионни филми. Филм с нея от това време е „Ние жените“ (1953), където се снима с Ана Маняни, Алида Вали и Ингрид Бергман.
Умира в Рим през 1982 г., 3 дни след 73-тия си рожден ден.

## Избрана филмография
| Година | Филм              | Оригинално заглавие    | Роля                | Режисьор      |
| ------ | ----------------- | ---------------------- | ------------------- | ------------- |
| 1953   | Ние жените        | Siamo donne            | Иза                 | Луиджи Дзампа |
| 1955   | Лятно време       | Summertime             | Синьора Фиорини     | Дейвид Лийн   |
| 1965   | Жълтият Ролс-Ройс | The Yellow Rolls-Royce | Дикесата д'Ангулеме | Антъни Аскуит |